# Nahrin (distrikt)
Nahrin är ett distrikt i Afghanistan. Det ligger i provinsen Baghlan, i den nordöstra delen av landet, 160 km norr om huvudstaden Kabul. Administrativ huvudort är Nahrin.
Distriktet beräknades år 2022 ha cirka 81 000 invånare.